# ألبرتو رومان
ألبرتو رومان (بالإسبانية: Alberto Román)‏ هو لاعب اتحاد الرغبي أوروغواياني، ولد في 1 يونيو 1987 في مونتفيدو في الأوروغواي.